# Cubocephalus inhabilis
Cubocephalus inhabilis är en stekelart som först beskrevs av Léon Abel Provancher 1877.  Cubocephalus inhabilis ingår i släktet Cubocephalus och familjen brokparasitsteklar. Inga underarter finns listade i Catalogue of Life.